# 梅爾羅斯峰
梅爾羅斯峰（英語：Melrose Peak），是南極洲的山峰，位於沙克爾頓海岸，處於彼得斯峰以南7公里，屬於霍利約克山脈的一部分，美國地質調查局根據測量和該國海軍的空中照片繪入地圖，現時由南極條約體系管理。